# Muralla urbana de Llerena
La Muralla urbana de Llerena es una edificación de carácter defensivo y sus orígenes se remontan al siglo XIII. Está en la propia villa de Llerena que es un municipio español de la provincia de Badajoz, en la comunidad autónoma de Extremadura. Los primeros datos documentados sobre Llerena se encuentran en un asentamiento árabe denominado «Ellerina» o «Ellerena», que existía por el siglo XI en torno a la «Fuente Pellejera» que fue muy disputado por musulmanes y cristianos debido a su estratégica situación. fue ocupado definitivamente por Pelayo Pérez Correa en el año 1243, notable conquistador cristiano medieval portugués que llegó a ser maestre de la Orden de Santiago.

## Historia

### Historia de leyenda
Según una leyenda, ante la tremenda resistencia que los moros ofrecían al ataque de los cristianos, cosa que hacía cada vez más difícil la entrada de los cristianos en la ciudad, y cuando la batalla parecía perdida y los santiaguistas empezaban a retirarse, se les apareció la Virgen María mostrándoles en su mano una granada como símbolo de la unidad. Esta visión removió su espíritu, obteniendo la victoria en la batalla. Para conmemorar esta victoria levantaron sobre la mezquita musulmana una iglesia dedicada a la «advocación de la Granada», sobre la que se levantó bajo las ampliaciones impulsadas por los Reyes Católicos, la que conocemos hoy.

### Historia real

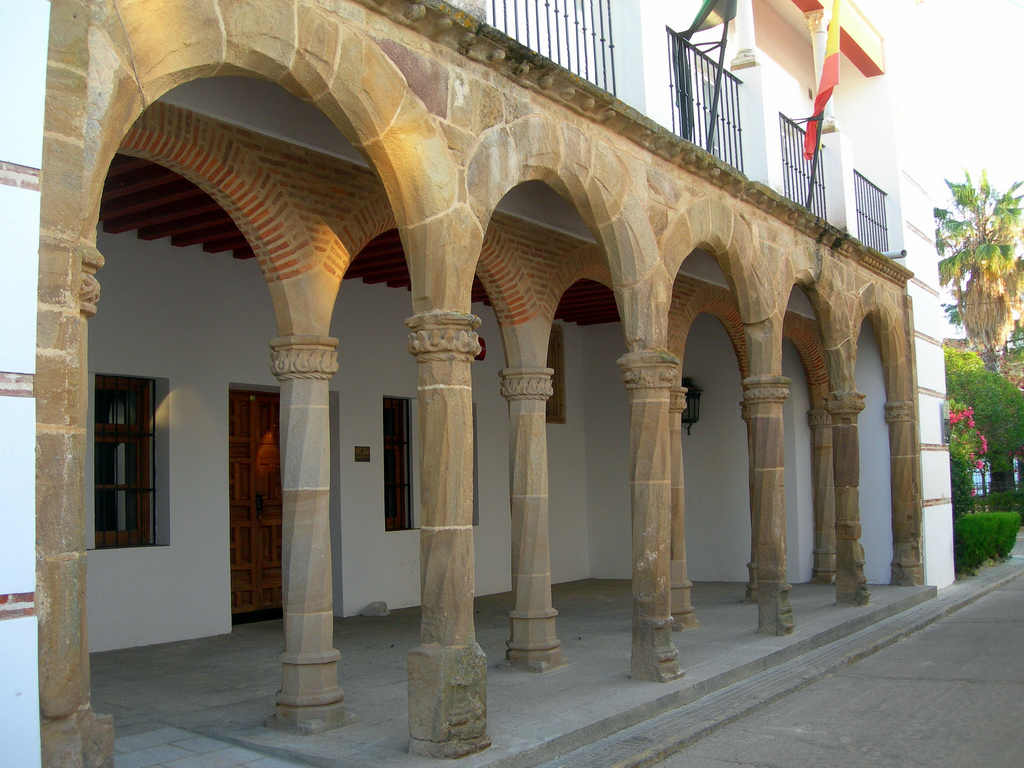
Tribunal de la Inquisición de Llerena.

La vinculación de Llerena con la Orden de Santiago se remonta a mediados del siglo XIII, tuvo un gran protagonismo hasta tal punto que llegó a alcanzar la capitalidad del Priorato de San Marcos de León en el siglo XV. A principios del siglo XVI fue sede del Tribunal de la Inquisición, exactamente en el año 1509. A partir de entonces y durante bastante tiempo, Llerena tuvo una intensa actividad constructiva realizadas por diferentes dignidades de la «Orden». En el año 1640, debido la importancia de la población, así como sus muchos servicios prestados a la Corona, el rey Felipe IV le otorgó el título de «Ciudad».
El recinto amurallado es un ejemplo del modelo de urbanización medieval. El recinto es ovalado con varias puertas de las que llevan a las calles principales. Si bien han desaparecido muchos de sus elementos, algunos paramentos y almenados así como torres adosadas aún permanecen y de ellos se deduce la antigua forma de la muralla.
La mayor parte de la edificación es de Sillarejo y mampostería siendo lo más antiguo lo construido a finales del siglo XIV por Lorenzo I Suárez de Figueroa, Maestre de la Orden de Santiago, originalmente de Galicia pero él y varios miembros de su familia participaron en la reconquista y repoblación de Andalucía occidental. También fueron importantes las obras que se realizaron por iniciativa de Alonso de Cárdenas, igualmente Maestre de la Orden de Santiago, especialmente las aledañas a las puertas de «Villagarcía» y «Reina» en el último cuarto del siglo XV. En la actualidad se conserva la Puerta de la Reina con todo su complejo entramado defensivo; sin embargo, de la Puerta de Villagarcía se conserva la propia puerta pero ni siquiera los lienzos contiguos. La más destacada es «Puerta de Montemolín» que tiene un cuerpo superior similar a una capilla abierta de tipo renacentista con una losa que contiene una inscripción al nivel del suelo de esta capilla que es del año 1577.